# Francis Fukuyama
Francis Fukuyama   (Hyde Park, 27 d'octubre de 1952) és un politòleg estatunidenc. Fukuyama, d'origen japonès, és membre del Consell Presidencial sobre la Bioètica i catedràtic Bernard L. Schwartz d'Economia Política Internacional a la Universitat Johns Hopkins de Washington DC.

## Biografia
Fukuyama és conegut pel fet d'haver escrit el controvertit llibre La fi de la Història i l'últim home de 1992, en el qual defensa que la Història humana com a lluita entre ideologies ha conclòs, ha donat inici a un món basat en la política i economia neoliberal que s'ha imposat a les utopies després de la fi de la Guerra Freda. Inspirant-se en Hegel i en algun dels seus exegetes del segle xx, com Alexandre Kojève, afirma que el motor de la història, que és el desig de reconeixement, el thimós platònic, s'ha paralitzat en l'actualitat amb el fracàs del règim comunista, que demostra que la sola opció viable és el liberalisme democràtic, que es constitueix així en l'anomenat pensament únic: les ideologies ja no són necessàries i han estat substituïdes per l'Economia. Estats Units seria així la sola realització possible del somni marxista d'una societat sense classes.
Però això no significa que ja no s'esdevindran més coses a la història: la història generalment és determinada per la ciència i aquesta no ha trobat encara els seus límits; en l'actualitat seria el torn de la biologia, i les descobertes que es facin en aquesta ciència determinaran l'esdevenidor.
Alguns consideren que Fukuyama és un humanista que creu en la cultura, la ciència i la Il·lustració com a base moral capaç de desplaçar la religió, i que mitjançant els drets humans universals hom pot arribar a uns deures humans igualment universals.

## Membre fundador dels neocons
No obstant això, va ser l'impulsor de l'anomenat Projecte per al Nou Segle Americà, exposat durant la presidència de Bill Clinton i considerat com un dels nuclis de pensament dels neoconservadors, especialment en política exterior: en va ser un dels signants fundacionals juntament amb Cheney, Wolfowitz, Rumsfeld o Lewis Scooter Libby, molts dels quals d'importància vital en el govern de l'anterior president republicà George W. Bush.
El 1998, Fukuyama va signar, al costat d'alguns dels anteriors i d'altres com Robert Kagan, Richard Perle William Kristol o John Bolton, una carta al president demòcrata Clinton a favor d'una segona guerra contra Iraq, que després fructificaria en la Segona Guerra del Golf per part del nou govern republicà.
En un dels seus darrers llibres, "La construcció de l'Estat. Cap a un nou ordre mundial en el segle XXI", (2004) descriu com la major part dels països s'estan adaptant a la democràcia liberal, fusionant-la amb alguns dels costums forans. Examina certes possibles fórmules perquè l'evolució d'aquesta nova política i economia neoliberal no sigui un fracàs. Defensa doncs l'enfortiment de les institucions estatals en els països pobres com a principal desafiament estratègic de les democràcies al segle XXI.

## Abandona el corrent neocon
Durant els anys posteriors, es va mostrant més crític contra la nova política exterior i se'n va anar distanciant. En un recent article del diari britànic The Guardian, en què parla del seu pròxim llibre After the Neocons: America at the Crossroads (Després del Neocons: Amèrica en una cruïlla) es desmarca finalment del corrent neocon amb crítiques molt dures: "Neoconservatism has evolved into something I can no longer support" (El neoconservadurisme ha evolucionat en una cosa a què jo ja no puc donar suport). La seva radical discrepància és en l'unilateralisme que practica actualment la política estatunidenca i en l'acció política en l'Orient Mitjà.

## Llibres
- La fi de la Història i el darrer home (The End of History and the Last Man, 1989), 1992
- Trust: The Social Virtues and the Creation of Prosperity, 1995
- The Great Disruption: Human Nature and the Reconstitution of Social Order, 1999
- Our Posthuman Future: Consequences of the Biotechnology Revolution, 2002
- State-Building: Governance and World Order in the 21st Century, 2004
- After the Neocons: America at the Crossroads, 2006